# Pilodeudorix corruscans
Pilodeudorix corruscans is een vlinder uit de familie van de Lycaenidae. De wetenschappelijke naam van de soort is voor het eerst gepubliceerd in 1897 door Per Olof Christopher Aurivillius.
De soort komt voor in de bossen van Ivoorkust, Ghana, Kameroen, Gabon, Centraal Afrikaanse Republiek en Congo-Kinshasa.